# Khóa thủy triều

Kết quả của hiện tượng khóa thủy triều khi Mặt Trăng quay quanh Trái Đất, thời gian để quay quanh trục bằng với thời gian quay quanh Trái Đất. Bỏ qua hiệu ứng dao động quanh trục, kết quả là một mặt của Mặt Trăng luôn hướng về Trái Đất, theo như hình vẽ bên trái. Nếu Mặt Trăng hoàn toàn không quay, nó sẽ cho ta thấy mặt gần và mặt xa khi quay quanh Trái Đất, điều này thể hiện ở hình bên phải.

Hình ảnh một bên của hệ thống Pluto-Charon. Sao Diêm Vương và Charon khóa thủy triều với nhau. Charon đủ lớn nên khối tâm của hệ nằm ngoài Sao Diêm Vương; do đó Sao Diêm Vương và Charon đôi khi được coi là một hệ thống sao đôi.

Khóa thủy triều (hay còn gọi là khóa trọng lực hay đồng bộ chuyển động quay) xảy ra khi mà gradient trọng lực hay lực thủy triều làm cho một bán cầu của một thiên thể đang quay luôn hướng về phía thiên thể đồng hành với nó. Hiệu ứng này còn được biết đến như sự đồng bộ chuyển động quay. Một thiên thể bị khóa thủy triều sẽ quay quanh trục của nó như quay quanh thiên thể đồng hành. Một ví dụ điển hình là một mặt của Mặt Trăng luôn hướng về phía Trái Đất. Thông thường, chỉ có vệ tinh tự nhiên bị khóa thủy triều vào thiên thể lớn hơn. Tuy nhiên, trong một số trường hợp nếu cả hai thiên thể có khối lượng tương đương và khoảng cách giữa hai thiên thể đủ nhỏ, chúng có thể bị khóa thủy triều vào lẫn nhau; đó là trường hợp của Sao Diêm Vương và mặt trăng Charon. Hiệu ứng này còn được sử dụng với mục đích ổn định các vệ tinh nhân tạo.

## Cơ chế hoạt động

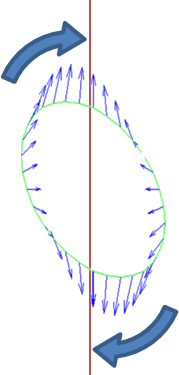
Nếu chỗ phình thủy triều của thiên thể không thằng hàng với trục chính, lực thủy triều sẽ tác động mô men xoắn lên thiên thể làm cho thiên thể bị vặn theo hướng làm cho thẳng hàng.

Sự thay đổi của chu kỳ tự quay là điều cần thiết để một thiên thể B bị khóa thủy triều vào thiên thể A, nguyên nhân bắt nguồn từ việc mô men xoắn tác động vào trọng lực của thiên thể A tại một vùng phình ra trên thiên thể B do lực thủy triều.
Trọng lực của thiên thể A tạo ra một lực thủy triều lên thiên thể B, làm méo hình dáng cân bằng trọng lực trên thiên thể B, làm cho nó bị méo dọc theo trục hướng về thiên thể A, và được giảm nhẹ theo hướng vuông góc với trục này. Sự giãn này được biết đến như là chỗ phình thùy triều. Khi mà B chưa bị khóa thủy triều, chỗ phình thủy triều sẽ di chuyển trên khắp bề mặt thiên thể, với một hoặc hai chỗ phình thủy triều có chiều cao lớn luôn di chuyển gần với điểm mà gần thiên thể A ở trên đầu. Với các thiên thể lớn mà có hình dạng gần với hình cầu do trọng lực của bản thân thiên thể, sự méo do thủy triều làm cho hình cầu bị dài ra, ví dụ như hình elip bị kéo dài theo trục chính của nó. Các thiên thể nhỏ cũng bị kéo dãn, dù việc kéo dãn này ít hơn.
Vật chất của thiên thể B có xu hướng chống lại sự thay đổi hình dạng định kỳ gây ra bởi lực thủy triều. Một vài hiệu ứng phụ cần thiết để tạo hình lại thiên thể B, đưa về trạng thái cân bằng trọng lực. Trong thời gian này, chuyển động quay của thiên thể B làm chỗ phình thủy triều di chuyển ra xa trục nối A-B. Khi đứng tại một điểm thuận lợi trong không gian, điểm mà chỗ phình thủy triều mở rộng ra lớn nhất bị dịch từ trục hướng tới A. Nếu B có chu kỳ quay ngắn hơn chu kỳ quay quanh A, chỗ phình thủy triều sẽ ở phía trước của trục hướng tới A theo chiều quay của B, ngược lại nếu B có chu kỳ quanh nhỏ hơn, chỗ phình sẽ lùi ở phía sau.
Vì chỗ phình này bị dịch khỏi trục nối A-B, cho nên lực kéo từ A sẽ tạo ra mô men xoắn tại B. Mô men xoắn tại chỗ phình hướng mặt về A sẽ làm cho chuyển động quay của B có chu kỳ bằng với chu kỳ quay quanh A, trong khi chỗ phình ở mặt lưng, nơi hướng ra xa A, sẽ có tác động ngược lại. Tuy nhiên, do chỗ phình thủy triều mà mặt hướng về A ở gần A hơn chỗ phình thủy triều mặt lưng của nó cho nên lực thủy triều và mô men xoắn lớn hơn. Tổng hợp mô men xoắn của cả hai chỗ phình thủy triều sẽ có xu hướng làm cho chu kỳ chuyển động quay của B đồng bộ với chu kỳ chuyển động trên quy đạo của A, dẫn tới việc bị khóa thủy triều.

### Sự thay đổi về quỹ đạo
Do mô men quay của cả hệ A-B được bảo toàn trong suốt quá trình, cho nên khi thiên thể B quay chậm lại và mất dần mô men quay đi một lượng nào đó, thì mô men quay của chuyển động quanh quỹ đạo lại được tăng lên đúng bằng lượng mà mô men quay của B bị mất đi. Kết quả dẫn tới việc tốc độ B quay quanh A tăng lên đồng thới với việc giảm tốc độ quanh quanh trục của B. Trong một trường hợp khác khi mà B bắt đầu quay quá chậm, thì hiện tượng khóa thủy triều sẽ tăng tốc độ quay quanh trục và giảm tốc độ quay quanh quy đạo.

### Khóa thủy triều của các thiên thể lớn
Hiện tượng khóa thủy triều cũng xảy ra khi thiên thể A lớn hơn, nhưng với tốc độ chậm hơn vì ảnh hưởng hấp dẫn của thiên thể B yếu hơn do khối lượng của thiên thể B nhỏ hơn. Ví dụ, quá trình quay quanh trục của Trái Đất dần bị Mặt Trăng làm chậm lại, bởi một số trở nên đáng kể theo thời gian địa chất như được tiết lộ trong những dữ liệu hóa thạch. Các ước tính hiện tại là điều này (cùng với ảnh hưởng thủy triều của Mặt Trời) đã giúp kéo dài ngày của Trái Đất từ khoảng 6 giờ đến 24 giờ ở hiện tại (hơn khoảng ⁠4,5 tỷ năm). Hiện tại, đồng hồ nguyên tử cho thấy ngày của Trái Đất dài ra, trung bình cứ khoảng 2,3 mili giây trong mỗi thế kỷ. Nếu đủ thời gian, điều này sẽ tạo ra hiện tượng khóa thủy triều giữa Trái Đất và Mặt Trăng. Độ dài ngày Trái Đất sẽ tăng lên và độ dài một tháng âm lịch cũng sẽ tăng lên. Cuối cùng, ngày sao của Trái Đất sẽ cùng độ dài với chu kỳ quỹ đạo của Mặt Trăng, khoảng 47 lần độ dài ngày Trái Đất hiện nay. Tuy nhiên, Trái Đất được cho là sẽ không bị khóa thủy triều với Mặt Trăng trước khi Mặt Trời trở thành sao khổng lồ đỏ và nuốt chửng cả Trái Đất và Mặt Trăng.
Đối với các thiên thể có cùng kích thước, hiện tượng này có thể so sánh cho sự tương đương này của cả hai thiên thể và chúng có thể trở nên bị khóa thủy triều với nhau trong khoảng thời gian ngắn hơn nhiều. Một ví dụ là hành tinh lùn Sao Diêm Vương và vệ tinh Charon của nó. Chúng đạt đến trạng thái này khi Charon chỉ có thể nhìn thấy ở một bán cầu của Sao Diêm Vương và ngược lại.

### Cộng hưởng tự quay - quỹ đạo
Đối với quỹ đạo không có độ lệch tâm bằng không, tốc độ tự quay có xu hướng bị khóa với tốc độ quỹ đạo khi thiên thể nằm gần cận điểm quỹ đạo, đây là điểm gây ra tương tác thủy triều mạnh nhất giữa hai thiên thể. Nếu thiên thể quay quanh này có thiên thể đồng hành, thiên thể thứ ba này có thể làm cho tốc độ tự quay của thiên thể mẹ bị biến đổi kiểu dao động. Sự tương tác này cũng có thể làm tăng độ lệch tâm quỹ đạo của thiên thể quay quanh thiên thể chính.
Trong một số trường hợp quỹ đạo lệch tâm với ảnh hưởng thủy triều tương đối yếu, thiên thể nhỏ hơn có thể rơi vào mức được gọi là cộng hưởng tự quay-quỹ đạo, chứ không phải bị khóa thủy triều. Ở đây, tỷ lệ giữa chu kỳ tự quay với chu kỳ quỹ đạo của một thiên thể đơn thuần chỉ khác với cộng hưởng 1:1. Một trường hợp nổi bật chính là sự tự quay của Sao Thủy, nó bị khóa với quỹ đạo của riêng nó xung quanh Mặt Trời nằm gọn trong cộng hưởng 3:2.
Nhiều ngoại hành tinh (đặc biệt là các hành tinh nằm gần ngôi sao chủ của chúng), được cho là sẽ nằm trong cộng hưởng tự quay-quỹ đạo lớn hơn 1:1. Ví dụ, một hành tinh đất đá giống Sao Thủy có thể bị rơi vào mốt cộng hưởng tự quay-quỹ đạo 3:2, 2:1 hoặc 5:2, cùng với xác suất của mỗi hành tinh phụ thuộc vào độ lệch tâm quỹ đạo của chúng.

## Sự xuất hiện ở các thiên thể

### Các vệ tinh tự nhiên
Hầu hết các vệ tinh tự nhiên lớn trong Hệ Mặt Trời, nhất là các vệ tinh dạng cầu do lực hấp dẫn, đều bị khóa thủy triều với các hành tinh mẹ của chúng, bởi chúng quay quanh hành tinh rất gần và lực thủy triều tăng nhanh (như một hàm khối) với khoảng cách giảm dần. Các trường hợp ngoại lệ đáng chú ý là các vệ tinh dị hình nằm bên ngoài của các hành tinh khí khổng lồ (điển hình như Phoebe) quay trên quỹ đạo xa hơn nhiều so với các vệ tinh lớn.
Sao Diêm Vương và Charon là ví dụ điển hình về các thiên thể bị khóa thủy triều. Charon là một vệ tinh tương đối lớn so với hành tinh mẹ của nó và cũng có quỹ đạo rất gần. Điều này dẫn đến việc Sao Diêm Vương và Charon bị khóa thủy triều với nhau. Bốn vệ tinh còn lại của Sao Diêm Vương không bị khóa thủy triều, chúng đều quay quanh Sao Diêm Vương rất hỗn loạn do ảnh hưởng hấp dẫn của Charon.
Các vệ tinh quay quanh tiểu hành tinh bị khóa thủy triều phần lớn chưa được biết đến, nhưng các tiểu hành tinh đôi có quỹ đạo gần nhau được cho là sẽ bị khóa thủy triều chặt chẽ.

#### Mặt Trăng
Chu kỳ tự quay và chu kỳ quỹ đạo của Mặt Trăng của Trái Đất bị khóa thủy triều với nhau, vì vậy bất kể khi nào Mặt trăng được quan sát từ Trái Đất, người ta luôn chỉ nhìn thấy một bán cầu của Mặt Trăng. Người ta không thể nhìn thấy phía ngoài cùng của Mặt Trăng cho đến năm 1959, khi các bức ảnh chụp phần lớn phía ngoài cùng được thực hiện từ tàu vũ trụ Luna 3 của Liên Xô.
Khi Trái Đất nhìn từ Mặt Trăng, Trái Đất dường như không chuyển động ngang qua bầu trời mà dường như vẫn ở nguyên vị trí cũ và tự quay quanh trục của chính nó.
Mặc dù chu kỳ quay và quỹ đạo của Mặt Trăng bị khóa thủy triều chính xác, khoảng 59% tổng bề mặt của Mặt Trăng có thể nhìn thấy với các quan sát tiếp diễn từ Trái Đất, do hiện tượng hiệu chỉnh và thị sai. Sự hiệu chỉnh này phần lớn xảy ra bởi tốc độ quỹ đạo của Mặt Trăng bị thay đổi do độ lệch tâm quỹ đạo của nó cao: điều này cho phép nhìn thấy được thêm bề mặt ở khoảng 6° dọc theo chu vi của nó từ Trái Đất. Thị sai là một hiệu ứng theo hình học: ở bề mặt Trái Đất, chúng ta bị lệch khỏi đường thẳng qua trung tâm của Trái Đất và Mặt Trăng, và vì điều này chúng ta có thể quan sát thêm một chút (khoảng 1°) xung quanh một mặt của Mặt Trăng khi nó ở trên chân trời cục bộ của chúng ta.

### Các hành tinh

Trong một khoảng thời gian nào đó, người ta cho rằng Sao Thủy quay đồng bộ với Mặt Trời. Điều này là do bất cứ khi nào Sao Thủy được đặt ở vị trí tốt nhất để quan sát, thì một mặt hướng vào Mặt Trời. Thay vào đó, các quan trắc bằng radar vào năm 1965 đã cho thấy Sao Thủy có cộng hưởng tự quay-quỹ đạo 3:2, tức là Sao Thủy quay ba lần trong hai vòng quỹ đạo quanh Mặt Trời, dẫn đến cùng một vị trí tại các điểm quan sát đó. Mô hình hóa đã chứng minh rằng Sao Thủy rơi vào cộng hưởng tự quay-quỹ đạo 3:2 rất sớm trong lịch sử của hành tinh này, trong vòng 20 triệu năm (hoặc khả năng nhất là 10 triệu năm) sau khi hình thành.
Khoảng thời gian 583,92 ngày trong các lần tiếp cận gần nhau liên tục giữa Sao Kim với Trái Đất, là bằng 5,001444 ngày mặt trời trên Sao Kim, khiến cho mỗi lần tiếp cận gần nhất đều có thể nhìn thấy cùng một mặt của Trái Đất. Liệu mối liên hệ này là tình cờ hay là kết quả của một dạng khóa thủy triều nào đó với Trái Đất chưa được biết đến.
Ngoại hành tinh Proxima Centauri b, được phát hiện quay quanh sao Proxima Centauri năm 2016, gần như khả năng bị khóa thủy triều, cũng thể hiện sự quay đồng bộ hoặc cộng hưởng tự quay-quỹ đạo 3:2 giống với Sao Thủy.

### Các vì sao.
Các sao đôi nằm gần nhau trong vũ trụ được cho là sẽ bị khóa thủy triều với nhau và các ngoại hành tinh được tìm thấy quay trên quỹ đạo đồng bộ của chúng cực gần cũng được cho là bị khóa thủy triều với chúng. Một ví dụ cho sự bất thường này có thể là Tau Boötis, một ngôi sao có khả năng bị hành tinh Tau Boötis b của nó khóa thủy triều. Nếu vậy, việc khóa thủy triều gần như khả năng chúng chuyển động qua lại. Tuy nhiên, vì các ngôi sao là thiên thể dạng khí có thể quay vi sai ở từng vĩ độ khác nhau, nên hành tinh có thể bị khóa thủy triều với từ trường của Tau Boötis.

## Thời gian xảy ra khóa thủy triều
Một ước tính về thời gian đối với một thiên thể bị khóa thủy triều có thể sử dụng theo công thức:
{\displaystyle t_{\text{lock}}\approx {\frac {\omega a^{6}IQ}{3Gm_{p}^{2}k_{2}R^{5}}}}
Trong đó
- {\displaystyle \omega \,} là tốc độ quay ban đầu được biểu thị bằng đơn vị radian trên giây,
- {\displaystyle a\,} là bán trục lớn của vệ tinh chuyển động quanh hành tinh (được cho là bằng với giá trị trung bình khi ở cận điểm quỹ đạo và viễn điểm quỹ đạo),
- {\displaystyle I\,} {\displaystyle \approx 0.4\;m_{s}R^{2}} là mô men quán tính của vệ tinh, trong đó {\displaystyle m_{s}\,} là khối lượng của vệ tinh và {\displaystyle R\,} là bán kính trung bình của vệ tinh,
- {\displaystyle Q\,} là hàm số hao phí của vệ tinh,
- {\displaystyle G\,} là hằng số hấp dẫn,
- {\displaystyle m_{p}\,} là khối lượng của hành tinh (ví dụ, thiên thể quay quanh), và
- {\displaystyle k_{2}\,} là số Love của vệ tinh. (Đại lượng này được đặt tên theo nhà toán học người Anh Augustus Edward Hough Love khi ông đưa ra đại lượng vào năm 1909)

{\displaystyle Q} và {\displaystyle k_{2}} thường rất ít được biết đến ngoại trừ Mặt Trăng của Trái Đất, khi có {\displaystyle k_{2}/Q=0.0011}. Để tính thực sự thô sơ, thông thường sẽ lấy {\displaystyle Q\approx 100} (thận trọng hơn, có thể đưa ra thời gian bị khóa thủy triều), và
{\displaystyle k_{2}\approx {\frac {1.5}{1+{\frac {19\mu }{2\rho gR}}}},}
Trong đó
- {\displaystyle \rho \,} là khối lượng riêng của vệ tinh,
- {\displaystyle g\approx Gm_{s}/R^{2}} là hấp dẫn bề mặt của vệ tinh,
- {\displaystyle \mu \,} là độ cứng của vệ tinh. Đại lượng này có thể lấy 3×1010 N·m−2 đối với những thiên thể đất đá và 4×109 N·m−2 đối với những thiên thể băng.

Ngay cả khi biết kích thước và khối lượng riêng của vệ tinh cũng để lại nhiều tham số phải được ước tính (đặc biệt là ω, Q và μ), do đó bất kỳ thời gian nào bị khóa thủy triều đã được tính toán dự kiến thu được sẽ không đúng, thậm chí ngay cả đến hệ số 10. Hơn nữa, trong giai đoạn bị khóa thủy triều, bán trục lớn {\displaystyle a} có thể khác nhau đáng kể so với bán trục lớn được quan trắc ngày nay bởi gia tốc thủy triều sau đó và thời gian khóa thủy triều cực kỳ bị ảnh hưởng với giá trị này.
Vì sự không chắc chắn rất cao, các công thức trên có thể được đơn giản hóa để tạo ra một công thức bớt rườm rà hơn. Bằng cách giả định rằng vệ tinh có dạng cầu, {\displaystyle k_{2}\ ll1\,Q=100} và có thể đoán ra một vòng quay ở trạng thái không bị khóa lúc đầu cứ mỗi 12 giờ (hầu hết các tiểu hành tinh có chu kỳ tự quay trong khoảng 2 giờ và 2 ngày)
{\displaystyle t_{\text{lock}}\approx 6\ {\frac {a^{6}R\mu }{m_{s}m_{p}^{2}}}\times 10^{10}\ {\text{years}},}
với khối lượng được tính bằng kilôgram, khoảng cách được tính bằng mét và {\displaystyle \mu } tính bằng newton trên mét vuông; {\displaystyle \mu } có thể cho bằng 3×1010 N·m−2 đối với thiên thể đất đá và 4×109 N·m−2 đối với thiên thể băng giá.
Có một sự phụ thuộc cực lớn vào bán trục lớn {\displaystyle a}.
Để gây ra hiện tượng khóa thủy triều giữa thiên thể chính với vệ tinh của nó như trong trường hợp Sao Diêm Vương, các thông số của vệ tinh và thiên thể chính có thể bị hoán đổi.
Một kết luận là, những đại lượng khác bằng nhau (chẳng hạn như {\displaystyle Q} và {\displaystyle \ mu}), một vệ tinh lớn sẽ khóa nhanh hơn một vệ tinh nhỏ hơn tại cùng một khoảng cách tính từ hành tinh trên quỹ đạo vì {\displaystyle m_{s}\,} tăng như khối bán kính {\displaystyle R} của vệ tinh. Một ví dụ cho điều này là trong hệ thống Sao Thổ, vùng mà vệ tinh Hyperion không bị khóa thủy triều, trong khi Iapetus to lớn quay ở khoảng cách xa hơn. Tuy nhiên, điều này không được rõ ràng vì Hyperion cũng trải qua cảm giác lái mạnh từ Titan nằm gần đó, điều này khiến cho nó tự quay đảo lộn.
Các công thức trên đối với mốc thời gian khóa thủy triều có thể bị dừng lại bởi sắp xếp theo cường độ, vì chúng bỏ qua sự phụ thuộc vào tần số của {\displaystyle k_{2}/Q}. Quan trọng hơn, các công thức này có thể không áp dụng được với các thiên thể đôi có tính đàn hồi cao (như sao đôi, hoặc tiểu hành tinh đôi bị vụn nát), bởi động lực học tự quay-quỹ đạo của các thiên thể như vậy được xác định chủ yếu bởi độ đàn hồi của chúng chứ không phải độ cứng.

## Danh sách các thiên thể bị khóa thủy triều

### Trong Hệ Mặt Trời
Khóa thủy triều với Mặt Trời
- Sao Thủy[11][19][20] (khóa ở cộng hưởng tự quay-quỹ đạo 3:2)

Khóa thủy triều với Trái Đất
- Mặt Trăng

Khóa thủy triều với Sao Hỏa
- Phobos
- Deimos[21]

Khóa thủy triều với Sao Mộc
- Metis[22]
- Adrastea[22]
- Amalthea[22]
- Thebe
- Io
- Europa
- Ganymede
- Callisto

Khóa thủy triều với Sao Thổ
- Pan
- Atlas
- Prometheus
- Pandora
- Epimetheus
- Janus
- Mimas
- Enceladus[23]
- Telesto[23]
- Tethys[23]
- Calypso[23]
- Dione[23]
- Rhea[23]
- Titan[23]
- Iapetus[23]

Khóa thủy triều với Sao Thiên Vương
- Miranda
- Ariel
- Umbriel
- Titania
- Oberon

Khóa thủy triều với Sao Hải Vương
- Proteus
- Triton[24]

Khóa thủy triều với Sao Diêm Vương
- Charon[7] (Sao Diêm Vương tự khóa với Charon)

### Ngoài Hệ Mặt Trời
- Tau Boötis b (quỹ đạo của hành tinh nằm gần ngôi sao chủ của nó và bị khóa thủy triều)

## Danh sách các thiên thể gần như bị khóa thủy triều

### Trong Hệ Mặt Trời
Có khả năng khóa thủy triều với Sao Thổ
- Daphnis
- Aegaeon
- Methone
- Anthe
- Pallene
- Helene
- Polydeuces

Có khả năng khóa thủy triều với Sao Thiên Vương
- Cordelia
- Ophelia
- Bianca
- Cressida
- Desdemona
- Juliet
- Portia
- Rosalind
- Cupid
- Belinda
- Perdita
- Puck
- Mab

Có khả năng khóa thủy triều với Sao Hải Vương
- Naiad
- Thalassa
- Despina
- Galatea
- Larissa

### Ngoài Hệ Mặt Trời
- Hệ Gliese 581: c,[25] g,[26][27] b,[28] và e[29] có thể khóa thủy triều với ngôi sao chủ. Còn hành tinh d hầu như có thể rơi vào cộng hưởng tự quay-quỹ đạo 2:1 hoặc 3:2 với ngôi sao.[30]
- Hệ TRAPPIST-1: tất cả các hành tinh trong hệ này có khả năng bị khóa thủy triều với sao chủ.[31][32]